# Báo Cao Bằng
Báo Cao Bằng (tiếng Anh: Cao Bang Newspaper) là cơ quan báo chí trực thuộc Ủy ban nhân dân tỉnh Cao Bằng.
Trụ sở của Đài đặt tại số 87 phố Bế Văn Đàn, phường Thục Phán, tỉnh Cao Bằng.

## Lịch sử
Ngày 5/7/1957: Tỉnh uỷ Cao Bằng đã quyết định thành lập Đài Truyền thanh tỉnh trực thuộc Ty Văn hoá. Giai đoạn từ 1957 đến 1976, ngoài việc tiếp âm Đài Tiếng nói Việt Nam hằng ngày, Đài Truyền thanh tỉnh còn xây dựng các chương trình của địa phương, góp phần cùng cả nước thực hiện thắng lợi hai nhiệm vụ chiến lược: xây dựng, bảo vệ miền Bắc xã hội chủ nghĩa, đồng thời chi viện đắc lực cho cuộc đấu tranh giải phóng miền Nam thống nhất Tổ quốc.
Tháng 5/1977: Đài Phát thanh Cao Lạng được khởi công xây dựng tại thị xã Cao Bằng theo chủ trương của Đảng và Nhà nước. Đây là bước ngoặt quan trọng chuyển đổi lĩnh vực truyền thanh sang phát thanh, tiền thân của Đài Phát thanh - Truyền hình Cao Bằng.
19h ngày 2/9/1977: Chương trình phát thanh đầu tiên được phát sóng trên hai làn sóng điện 48 m và 312 m với bốn thứ tiếng: Việt, Tày - Nùng, Mông, Dao. Đây là mốc son đánh dấu sự ra đời của Đài Phát thanh Cao Lạng (sau này là Đài Phát thanh - Truyền hình Cao Bằng).
Ngày 25/1/1979: Đài Phát thanh Cao Lạng được tách ra thành Đài Phát thanh Cao Bằng và Đài Phát thanh Lạng Sơn theo sự phân tách hành chính tỉnh Cao Lạng thành hai tỉnh: Cao Bằng và Lạng Sơn.
Tháng 2/1979 đến 1980: Chiến tranh biên giới tháng 2/1979 phá huỷ toàn bộ cơ sở vật chất và trang thiết bị của Đài. Ngày 18/2/1979, Đài Phát thanh Cao Bằng tạm ngừng phát sóng. Với ý chí kiên cường vượt mọi khó khăn nhằm duy trì tiếng nói của Đảng bộ, Đài Phát thanh Cao Bằng đã tổ chức đưa tin bài của phóng viên, biên tập viên chuyển phát sóng tại Đài Phát thanh Bắc Thái. Ngày 14/3/1979, sau 26 ngày tạm ngừng phát sóng, sóng của Đài Phát thanh Cao Bằng được phát từ Đài Phát thanh Bắc Thái với hai thứ tiếng: Tày Nùng và tiếng Việt, truyền đi những tin tức thời sự của tỉnh, động viên tinh thần chiến đấu bảo vệ biên giới phía Bắc của Tổ quốc. Sau chiến sự, UBND tỉnh chỉ đạo đầu tư xây dựng lại Đài phát sóng tại xã Minh Thanh (huyện Nguyên Bình). 
Tháng 1/1980, máy phát sóng ngắn công suất 2,4KW chính thức đi vào hoạt động, diện phủ sóng 60% lãnh thổ. Sự hoạt động trở lại của Đài đã phục vụ đắc lực cho nhiệm vụ chính trị của địa phương trong công cuộc tái thiết xây dựng và bảo vệ biên giới.
Tháng 12/1983: Đài chuyển ra Trạm phát sóng mới tại xã Đề Thám (Hòa An) - nay thuộc Thành phố Cao Bằng, đồng thời, thành lập Xí nghiệp truyền thanh để sửa chữa, lắp ráp thiết bị và trạm truyền thanh các huyện, thị.
Tháng 9/1984: Cao Bằng lắp đặt trạm phát hình đầu tiên công suất 4W tại Thị xã Cao Bằng. Đây là lần đầu tiên nhân dân Cao Bằng được xem truyền hình, đánh dấu mốc son đáng ghi nhớ trong sự nghiệp báo chí cách mạng của tỉnh. Chương trình truyền hình Việt Nam được in băng từ Hà Nội chuyển về để phát sóng. Tháng 11/1988, có thêm trạm tiếp  phát sóng  30W ở Mỏ Thiếc - Tĩnh Túc (huyện Nguyên Bình).
Năm 1990: Đài Phát thanh Cao Bằng chủ động thu băng chương trình Đài Truyền hình Việt Nam vào các buổi tối và chuyển băng về trung tâm phát hình để phát lại vào tối hôm sau. Đồng thời với việc thu in băng, Đài tổ chức sản xuất mỗi tuần một chương trình truyền hình địa phương từ 5 đến 10 phút. Do đội ngũ phóng viên ít, phương tiện kỹ thuật thiếu thốn nên chương trình được dàn dựng rất đơn giản.
Năm 1991: Diện phủ sóng phát thanh của Đài được mở rộng khi lắp đặt 13 trạm phát sóng FM, 22 trạm truyền thanh cơ sở, phủ sóng Đài Tiếng nói Việt Nam đến các địa bàn biên giới, vùng sâu, vùng xa. Đối với lĩnh vực truyền hình, cũng trong năm này, Đài tiếp tục lắp đặt thiết bị thu từ vệ tinh, nhân dân khu vực quanh thị xã Cao Bằng được xem chương trình truyền hình Việt Nam trong ngày. Chương trình thời sự của Trung ương được chuyển tới nhân dân trong tỉnh một cách kịp thời, nhanh chóng.
Ngày 16/11/1993: Ủy ban nhân dân tỉnh ra quyết định đổi tên Đài Phát thanh Cao Bằng thành Đài Phát thanh - Truyền hình Cao Bằng, đánh dấu một bước phát triển mới của ngành phát thanh, truyền hình của tỉnh.
Từ năm 1996 - 1999: Thực hiện chương trình mục tiêu phủ sóng truyền hình, tỉnh đã xây dựng thêm 11 trạm phát lại truyền hình ở các xã và cụm xã công suất từ 100w đến 200w.
Năm 2000: Toàn tỉnh đã có 22 trạm phát lại truyền hình (không kể bốn trạm phát lại truyền hình và trên 10 trạm TVRO không thuộc ngành truyền hình quản lý), hàng ngày tiếp phát các chương trình của Đài Truyền hình Việt Nam và đài địa phương.
Năm 2002: Đài Phát thanh - Truyền hình Cao Bằng được Chủ tịch nước tặng thưởng Huân chương Lao động hạng Ba.
Năm 2007: Cao Bằng phối hợp với Đài Tiếng nói Việt Nam thành lập Trạm phát sóng Quốc gia Phja Oắc có độ cao 1.931m tại huyện Nguyên Bình, phát hai kênh VOV1 và VOV4. Trạm hoàn thành góp phần đảm bảo sự ổn định của sóng phát thanh Quốc gia, đồng thời đưa sóng của Đài tỉnh phủ toàn bộ địa bàn tỉnh và một số tỉnh lân cận.
Song song với việc đầu tư cơ sở vật chất, trang thiết bị kỹ thuật, Đài Phát thanh - Truyền hình Cao Bằng đã từng bước tăng thêm số lượng, thời lượng các chương trình địa phương trong cả hai lĩnh vực phát thanh và truyền hình. Bên cạnh việc duy trì chương trình phát thanh mỗi ngày với bốn thứ tiếng: Việt, Tày - Nùng, Mông, Dao, trong lĩnh vực truyền hình, Đài Phát thanh - Truyền hình cũng từng bước tăng số lượng chương trình địa phương từ 01 chương trình/tuần những ngày đầu thành lập đến sản xuất và phát sóng chương trình truyền hình hằng ngày. Tăng các chuyên mục, chuyên đề, thông tin về mọi lĩnh vực hoạt động; nội dung, hình thức ngày càng đổi mới, phong phú, đa dạng, kịp thời. Các chương trình thời sự của Đài đã thông tin kịp thời các sự kiện, đưa nhanh chủ trương, chính sách của Đảng và Nhà nước đến nhân dân.
Năm 2011: Toàn tỉnh đã có trên 40 trạm phát lại truyền hình, nâng diện phủ sóng trên 90% dân số. Sóng phát thanh duy trì ổn định 4 thứ tiếng Việt, Tày - Nùng, Mông, Dao. Thời lượng phát sóng phát thanh trên 15.000 giờ; tổng thời lượng phát sóng truyền hình cả Trung ương và địa phương đạt trên 32.500 giờ, vượt kế hoạch hằng năm từ 5 - 9%. Trong năm này, Đài Phát thanh - Truyền hình Cao Bằng được Đảng và Nhà nước tặng thưởng Huân chương Lao động hạng Nhì.
Tháng 7/2015: Đài Phát thanh - Truyền hình Cao Bằng thực hiện tăng thời lượng phát sóng truyền hình lên 15 giờ/ngày, trong đó tự sản xuất 6 giờ/ngày và chuẩn bị các điều kiện phát sóng truyền hình trên vệ tinh Vinasat trong năm 2015. Cũng trong thời gian này, trang thông tin điện tử của Đài được xây dựng và bước đầu đi vào hoạt động. 
Tháng 9/2015: Kênh truyền hình CRTV của Đài chính thức phát sóng lên vệ tinh Vinasat 1, đánh dấu thêm một bước phát triển đột phá của Đài Phát thanh - Truyền hình Cao Bằng trong việc mở rộng diện phủ sóng, đưa thông tin đến với người dân một cách sâu, rộng và kịp thời, nhanh chóng.
Ngày 1 tháng 6 năm 2025, Tỉnh ủy Cao Bằng ban hành Quyết định về việc thành lập Báo Cao Bằng trên cơ sở hợp nhất Báo Cao Bằng và Đài Phát thanh – Truyền hình tỉnh Cao Bằng.

## Phát sóng

### Truyền hình
- CRTV: Thời lượng từ 7 giờ sáng đến 22 giờ 00 phút tối.
- VTC: Kênh 67 (HD)
- SCTV: Phú sóng DVB-T2
- MyTV: Kênh 111 (phát chuẩn SD bằng luồng HD), Kênh 112 (HD)
- FPT Play: Kênh 131
- Viettel TV: Kênh 214
- Truyền hình OTT: FPT Play, HTVC TVoD
- Truyền hình Vinasat
- Xem trực tiếp: caobangtv.vn